# Anolis bicaorum
Espèce
Synonymes
- Norops bicaorum Köhler, 1996

Anolis bicaorum est une espèce de sauriens de la famille des Dactyloidae. 

## Répartition
Cette espèce est endémique des Islas de la Bahía au Honduras.

## Description
Norops bicaorum mesure, queue non comprise, jusqu'à 75 mm. Sa queue mesure entre 2 et 2,3 fois la longueur du corps (soit environ 160 mm).

## Étymologie
Son nom d'espèce lui a été donné en référence à la Bay Island Conservation Association (BICA) qui agit pour la protection de l'environnement.

## Publication originale
- Köhler, 1996 : Additions to the known herpetofauna of the Isla de Utila (Islas de la Bahia, Honduras) with description of a new species of the genus Norops (Reptilia: Iguanidae). Senckenbergiana biologica, vol. 76, no 1/2, p. 19-28.